# Miguel Ángel Muñoz Sanjuán
Miguel Ángel Muñoz Sanjuán (Madrid, España, 25 de mayo de 1961), poeta y ensayista español. 

## Biografía
Miguel Ángel Muñoz Sanjuán nació en Madrid el 25 de mayo de 1961. Es autor de los poemarios Una extraña tormenta (1992), Las fronteras (2001), Cartas consulares (2007), Los dialectos del éxodo (2007), Cantos : & : Ucronías (2013), : Memorical-Fractal : (2017) y Etime (2020). 
Ha sido incluido, entre otras, en las antologías Poesía Experimental Española (antología incompleta) (2012) y Voces del Extremo Madrid 2014 (Poesía y desobediencia) (2014) y El octavo pasajero (2017).
Fue organizador de las Primeras Jornadas de Joven Poesía Española en homenaje a Luis Cernuda (1988), y fundó y dirigió la colección de poesía Abraxas (1989). 
Parte de sus poemas han sido traducidos y publicados en varios idiomas: al inglés en la revista Low-Fi Ardentía (2018); al griego en Frear. Antología de poesía española (2015); al chino en Contemporary international Poetry. "7 Contemporary Avant-garde Poets in Spain" (2018); y al italiano en Mar sin fronteras. (Antoligia liquida di poesia spagnola contemporanea) (2020).
Ha participado en diferentes ediciones de poesía, prosa y ensayo: e. e. cummings: Buffalo Bill ha muerto (Antología poética 1910-1962) (1996); Rafael Pérez Estrada: La palabra destino (2001); de Enrique Gil y Carrasco: El señor de Bembibre (2004); de Osip Mandelstam: Sobre la naturaleza de la palabra y otros ensayos (2005); de Juan Carlos Mestre: El universo está en la noche (poesía, mitos y leyendas mesoamericanos) (2006) y Las estrellas para quien las trabaja (2007); y de José María Millares Sall: No-Haiku (2014).

## Obra poética
- Una extraña tormenta (Colección Cibeles, Madrid, España, 1992).
- Las fronteras (Calambur Editorial, Madrid, España, 2001). ISBN 84-88015-77-1
- Cartas consulares (Calambur Editorial, Madrid, España, 2007). ISBN 978-84-96049-96-3
- Los dialectos del éxodo (Colección Monosabio, Málaga, España, 2007). ISBN 978-84-96055-11-7
- Cantos : & : Ucronías (Calambur Editorial, Madrid, España, 2013), ISBN 978-84-8359-258-8
- : Memorical-Fractal : (Calambur Editorial, Barcelona, España, 2017), ISBN 978-84-8359-421-6
- Etime (El sastre de Apollinaire, Madrid, España, 2020), ISBN 978-84-121590-4-2

## Obra como ensayista y editor
- Selección y edición: e. e. cummings: Buffalo Bill ha muerto. Antología poética 1910-1962, (Ed. Hiperión, Madrid, España, 1996). ISBN 978-84-7517-476-1
- Antología poética de Rafael Pérez Estrada: La palabra destino, (Ed. Hiperión, Madrid, España, 2001). ISBN 84-7517-682-8
- Estudio preliminar y edición de la obra de Enrique Gil y Carrasco: El señor de Bembibre (Colección Austral, Espasa Calpe, Madrid, España, 2004). ISBN 84-670-1378-8
- Selección anotada de ensayos de Osip Mandelstam: Sobre la naturaleza de la palabra y otros ensayos (Árdora, Madrid, España, 2005). ISBN 978-84-88020-37-6
- Comentarios a los textos de Juan Carlos Mestre: El universo está en la noche (Editorial Casariego, Madrid, España, 2006). ISBN 978-84-86760-78-6
- Antología poética de Juan Carlos Mestre: Las estrellas para quien las trabaja (Edilesa, León, España, 2007). ISBN 978-84-8012-592-5
- Antología de haikus de José María Millares Sall: No-Haiku (Calambur Editorial, Madrid, España, 2014). ISBN 978-84-8359-243-4

## Artículos de arte y crítica
- Atlántidas de una posteridad interior. Reflexiones sobre la obra en pintura y grabado de Alexandra Domínguez. Galería Fontanar. Segovia, España, 2002.
- Los hilos del sufrimiento. Artículo sobre Anna Ajmátova. Culturas, La Vanguardia, 20 de abril de 2005. Barcelona, España, 2005.
- Éxtasis del trazo. reflexiones sobre la obra pictórica de Alexandra Domínguez. Coedición entre el Museo Nacional de Bellas Artes de Santiago de Chile y la Pinacoteca de la Universidad de Concepción (marzo-junio). Chile, 2006.
- Revista El invisible anillo, n.º 1 de mayo-agosto. Diálogo estelar con el corazón audible. Reflexiones sobre la obra Transfixiones, de Hugo Westerdahl y Juan Belda. Madrid, España, 2006.
- Revista De Libros, n.º 122, febrero. Hermanadas. Comentario sobre Anna Ajmátova y Marina Tsvetáyeva. Madrid, España, 2007.
- El enigma de las visiones. Artículo sobre José María Millares Sall. La provincia, Diario de las Palmas, Cultura, jueves 26 de marzo de 2009.
- Artículo sobre Juan Carlos Mestre: Proclama del vértigo: La casa roja. Revista Ínsula, 756, diciembre de 2009.
- Artículo sobre Amalia Iglesias: Vivir buscando la distancia de la utopía. Revista Zurgai, junio de 2012.

## Recepción crítica
De él ha escrito Luis García Jambrina: "Estamos, pues, ante una poesía visionaria y elegíaca, caracterizada por un profundo aliento épico y un tono profético u oracular. Su discurso, por lo demás, no es lineal ni lógico ni enunciativo, sino fragmentario, irracional y autorreferencial...Y sus poemas, generalmente extensos y compuestos por versos largos, casi versículos, están llenos de reiteraciones rítmicas, de inquietantes antítesis y paradojas y de sorprendentes imágenes. Una voz, en fin, madura y original..."
Santos Domínguez ha escrito: ..."un tono visionario, llenas de aciertos y revelaciones que nos hablan desde un territorio minado, desde un riesgo asumido y salvado con brillantez por un poeta como Muñoz Sanjuán, dueño de una de las voces más auténticas y limpias de la poesía española actual."